# Liste von Sakralbauten im Ennepe-Ruhr-Kreis

Ennepe-Ruhr-Kreis

Die Liste von Sakralbauten im Ennepe-Ruhr-Kreis umfasst Gotteshäuser in Trägerschaft der christlichen Konfessionen und anderer religiöser Gemeinschaften im Ennepe-Ruhr-Kreis. Der Kreis besteht aus den neun Städten Breckerfeld, Ennepetal, Gevelsberg, Hattingen, Herdecke, Schwelm, Sprockhövel, Wetter (Ruhr) und Witten. 
Die Evangelische Kirche von Westfalen ist hier mit den Kirchenkreisen Hagen, Hattingen-Witten und Schwelm vertreten. Die Römisch-katholische Kirche ist mit dem Erzbistum Paderborn und dem Bistum Essen vertreten.

## Liste
- Liste von Sakralbauten in Breckerfeld
- Liste von Sakralbauten in Ennepetal
- Liste von Sakralbauten in Gevelsberg
- Liste von Sakralbauten in Hattingen
- Liste von Sakralbauten in Herdecke
- Liste von Sakralbauten in Schwelm
- Liste von Sakralbauten in Sprockhövel
- Liste von Sakralbauten in Wetter (Ruhr)
- Liste von Sakralbauten in Witten